# Byron Donalds
Byron Lowell Donalds, född 28 oktober 1979 i Brooklyn, är en amerikansk republikansk politiker och affärsman. Han är ledamot av USA:s representanthus från Floridas 19:e kongressdistrikt sedan 2021.
Vid valet av talman för representanthuset 2023 blev han i fjärde, femte och sjätte omröstningen, den 4 januari, samt i den sjunde till tionde den 5 januari, nominerad och fick i de olika omröstningarna som mest 20 stödröster, vilket dock inte räckte för att bli vald.
Donalds var en av de 147 republikanska ledamöter i representanthuset som röstade emot certifieringen av valresultatet i presidentvalet 2020.